# وزارة التعليم العالي والبحث العلمي والابتكار (سلطنة عمان)
وزارة التعليم العالي والبحث العلمي والابتكار هي الجهة الحكومية في سلطنة عمان المسؤولة عن الإشراف على معاهد التعليم العالي وتطوير سياسات التعليم العالي في السلطنة. تشغل رحمة بنت إبراهيم المحروقي منصب وزيرة التعليم العالي والبحث العلمي والابتكار منذ 16 أغسطس 2020 بموجب المرسوم السلطاني رقم 111/2020.

## التاريخ
قبل إنشاء وزارة التعليم العالي والبحث العلمي والابتكار، قامت المديرية العامة للبعثات والعلاقات الخارجية بدور مماثل لدور وزارة التعليم العالي. بعد إنشاء وزارة التعليم العالي في عام 1994،  تم نقل المديرية العامة للمنح الدراسية والعلاقات الخارجية من وزارة التعليم إلى وزارة التربية والتعليم وتم إسناد مسؤوليات إضافية إلى وزارة التربية والتعليم، بما في ذلك الإشراف على معاهد التعليم العالي وتطوير سياسات التعليم العالي.
تمت مراجعة اختصاصات وزارة التعليم العالي مرتين بعد إنشائها. صدرت الكفاءات الأولية عام 1994  وتضمنت الإشراف على جامعة السلطان قابوس. تمت مراجعة هذه الكفاءات مرة أخرى في عام 2000  وإزالة كل ما يتعلق بجامعة السلطان قابوس، ثم تم تنقيحها مرة أخرى في عام 2002.

## المهام
للوزارة مهام هي:

1. تنفيذ السياسات المتبعة في مجالات التعليم العالي والبحث العلمي.
2. اقتراح السياسة العامة للتعليم العالي والبحث العلمي.
3. إعداد أجيال المستقبل أكاديميًا في كافة مجالات المعرفة.
4. الإشراف على معاهد التعليم العالي المنوطة بالوزارة.
5. اقتراح آلية قبول الطلاب في معاهد التعليم العالي التي تشرف عليها الوزارة.
6. تشجيع البحث العلمي والإشراف على مراكز البحث العلمي المخصصة للوزارة.
7. تنفيذ قانون الابتعاث وإتاحة الفرص للمؤهلين لمواصلة تعليمهم العالي في المجالات التي تحتاجها الدولة.
8. تقييم المؤهلات والدرجات العلمية التي تمنحها الجامعات والكليات والمعاهد التعليمية والعلمية العليا.
9. مسح وتسجيل الدرجات الأكاديمية التي حصل عليها العمانيون بعد الدرجة الجامعية الأولى.
10. اتخاذ إجراءات الاعتراف الدولي بالدرجات التي تمنحها معاهد التعليم العالي العمانية.
11. متابعة التنسيق والتكامل بين معاهد التعليم العالي ومراكز البحوث.
12. إعداد مشروعات القوانين المتعلقة بالتعليم العالي والبحث العلمي وإصدار اللوائح الخاصة بتنفيذها.
13. الترخيص بإنشاء معاهد التعليم العالي في عمان.
14. متابعة قرارات قبول الطلاب والمتطلبات الأكاديمية الأخرى في معاهد التعليم العالي.
15. المساهمة في تعزيز الروابط العلمية والثقافية الخارجية في مجال التعليم العالي والبحث العلمي.
16. تمثيل السلطنة في المنظمات والمؤتمرات الدولية والإقليمية في هذا المجال.
17. تدريب الكوادر العمانية بالوزارة.

## البوابة الإلكترونية
في عام 2010 أطلقت الوزارة بوابة إلكترونية كي تمكّن جميع المستفيدين من خدماتها سواء من المواطنين أو المقيمين داخل السلطنة أو خارجها من معرفة المزيد عن الخدمات التي توفرها وحدات التعليم العالي، وكيفية الاستفادة منها، بالإضافة إلى سهولة الحصول على النماذج المطلوبة للتقدم لهذه الخدمات. يتمكن أي مواطن من التسجيل في الموقع على شبكة الإنترنت كمستخدم معرف ببطاقة الهوية أو بطاقة الإقامة الخاصة به، وبعد تسجيلهم فيها يمكنهم الاستفادة من الخدمات الإلكترونية المتوفرة في البوابة.
كما وأنها تقدم في الوقت عينه تفاصيل اتصال مفيدة وروابط سريعة متعلقة بالتعليم العالي. الهدف الأول من هذه البوابة أنها تشكل منصة تفاعلية تسهّل الوصول إلى الخدمات الإلكترونية لوزارة التعليم العالي والبحث العلمي والابتكار، وفي الوقت نفسه هي منبر لإبداء الآراء، لتلقي الملاحظات والمقترحات كما ويمكن للزائؤين تقديم إنتقاداتهم، حيث يعمل القيّمون على الإصغاء إلى وجهات النظر وأخذها بعين الاعتبار إذا كانت تهدف إلى تحسين هذه البوابة.
تعمل هذه المنصة على تجميع الخدمات للمؤسسات والأكاديميين والجامعات وموظفي وزارة التعليم العالي والبحث العلمي والابتكار؛ بغية التسهيل على الزائرين العثور على معلومات حول أكثر من 160 خدمة (تنمو باستمرار) مع تفاصيل حول الإجراءات والمستندات المعنية والرسوم المطبقة إن وجدت. كما أنها توفر الخدمات الإلكترونية: ما يقارب 160 خدمة، قابلة للتنفيذ عبر الإنترنت ويتم توفيرها مباشرة على البوابة.

## وزراء سابقون
- يحيى بن محفوظ المنثاري - أول وزير للتعليم العالي عام 1994.[3]
- سالم بن مستهيل المعشني - عُيّن وكيلًا لوزارة التعليم العالي للابتعاث وشؤون العلاقات الخارجية عام 1994، [9] ثم أعيد في نفس العام وكيلًا لوزارة التعليم العالي لجميع الأمور وليس فقط المنح الدراسية والعلاقات الخارجية.[10]
- راوية البوسعيدية - من 2004 إلى 2020.[11][12]

## أول وزارة ترأسها امراة
كان تعيين راوية البوسعيدي وزيرة للتعليم العالي في عام 2004 أول تعيين في سلطنة عمان لامرأة كرئيسة لأي وزارة.

## وصلات خارجية
- وزارة التعليم العالي والبحث العلمي والابتكار